# Oznaczenia wagonów kolejowych

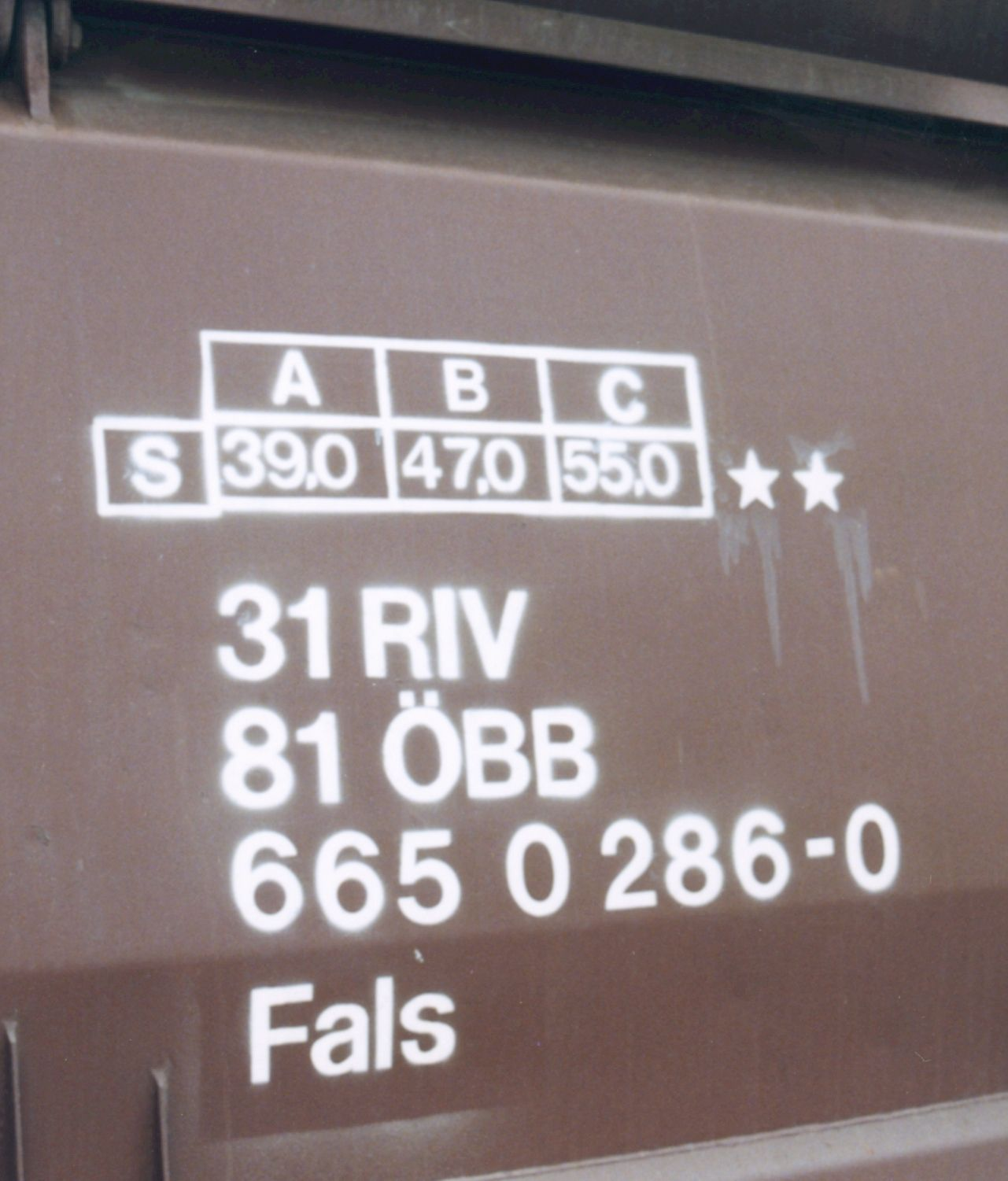
oznaczenia wagonu towarowego kolei austriackiej (ÖBB)

Oznaczenia wagonów kolejowych składają się na kontynencie euroazjatyckim z dwunastocyfrowego międzynarodowego numeru inwentarzowego i ze skrótów literowo-cyfrowych (czasem dodatkowo uzupełnionym graficznym znakiem – logo przewoźnika), oraz symboli określających parametry eksploatacyjne wagonu. Niektóre z tych oznaczeń są specyficzne dla poszczególnych krajów, inne zaś mają znaczenie międzynarodowe.